# Blender基金会
Blender基金会是一个为持续开发Blender而成立的非營利性组织，Blender是一个开放源代码的三维动画创作套件。基金会主席是Ton Roosendaal，该软件的原始作者，组织的创建是为了能雇佣Roosendaal全身心的投入到Blender的开发领导中来，并维护整个软件的开发和分发工作积极有效。该基金会有一个广泛的目标 "让整个网络世界都能方便的使用三维技术，而且是以Blender作为这个目标的核心。"
作为Blender网站的拥有者，基金会给予了整个社区很多资源来使用和开发Blender.特别要指出的是，它每年都组织一次年会Blender Conference在阿姆斯特丹会上讨论关于Blender的未来，和哪些人会参加Blender的SIGGRAPH出席，SIGGRAPH是一个庞大的会议组织，致力于计算机图形学的普及。
Big Buck Bunny是Blender基金會第2部開放版權的動畫電影。